# Седемнадесет провинции
Седемнадесет провинции (на немски: Siebzehn Provinzen; на нидерландски: Zeventien Provinciën; на френски: Dix-sept Provinces) е обединение на държави от Ниските земи през XV и XVI век.
Те обхващат приблизително териториите на днешните държави Нидерландия, Белгия, Люксембург, част от Северна Франция (Артоа и Френска Фландрия) и малка част от Западна Германия.
Първоначално Седемнадесетте провинции са управлявани от херцозите на Бургундия от Династия Валоа, а по-късно – от Хабсбургите: отначално по испанска линия и впоследствие от австрийска. От 1512 г. провинциите образуват в голяма си част Бургундския имперски окръг.
Те включват:
1. Графство Артоа
2. Графство Фландрия с бургграфствата Лил, Дуе и Орши, Господство Турне и тяхната околност
3. Господство Мехелн
4. Графство Намюр
5. Графство Хенегау
6. Графство Зеландия
7. Графство Холандия
8. Херцогство Брабант с Маркграфство Антверпен, Графство Льовен, Графство Брюксел, и фогтите Нивел и Жамблу
9. Херцогство Лимбург с Далем, Валкенбург и Херцогенрат
10. Херцогство Люксембург
11. Княжеско епископство Утрехт, по-късно Господство Утрехт
12. Господство Западна Фризия
13. Херцогство Гелдерн с Графство Зютфен
14. Господство Гронинген
15. Омеланде
16. Дренте, Линген, Веде и Вестерволде
17. Господство Оверейсел

## Гербове
- XVII Provinces
- I. Grafschaft Artois
- II. Herzogtum Brabant
- IV. Grafschaft Flandern
- V. Friesland
- VI. Groningen und Ommelanden
- VII. Herzogtum Geldern
- VIII. Grafschaft Hennegau
- IX. Grafschaft Holland
- X. Herzogtum Limburg
- XI. Herzogtum Luxemburg
- XII. Mecheln
- XIII. Grafschaft Namur
- XIV. Overijssel
- XV. Fürstbistum Utrecht
- XVI. Grafschaft Zeeland